# 派悦坊
派悦坊（Pantry's Best）是中華人民共和國一家蛋糕生產商，成立於2009年，最初是一家网店，2012年9月在上海開設第一家實體店，後來在北京也開設了实体店。派悦坊由畢業於清華大學的中国女子王倞和畢業於斯坦福大學的美国男子Mark Huetsch共同創辦。

## 外部連結
- 官方网站